# Chiến tranh Đại Việt – Đế quốc Khmer
Chiến tranh Đại Việt – Đế quốc Khmer hay Chiến tranh Đại Việt – Chân Lạp là một loạt các xung đột và tranh chấp quân sự xảy ra  trong khoảng thời gian từ năm 1123 đến năm 1150, giữa một bên là nhà nước Đại Việt triều Lý và một bên là liên minh Chăm Pa (tên gọi theo sách sử thời kỳ này là Chiêm Thành) – Đế quốc Khmer (tên gọi theo sách sử thời kỳ này là Chân Lạp).

## Bối cảnh
Lúc này, Đại Việt đang ở thế dễ bị tổn thương do nội chiến và xung đột với các nước láng giềng. Năm 1127, Thái tử Lý Dương Hoán mới 12 tuổi lên ngôi vua Đại Việt. Vua Khmer là Suryavarman II yêu cầu Đại Việt cống nạp nhưng bị khước từ. Suryavarman II quyết định mở rộng lãnh thổ về phía bắc vào lãnh thổ Đại Việt.

## Diễn biến

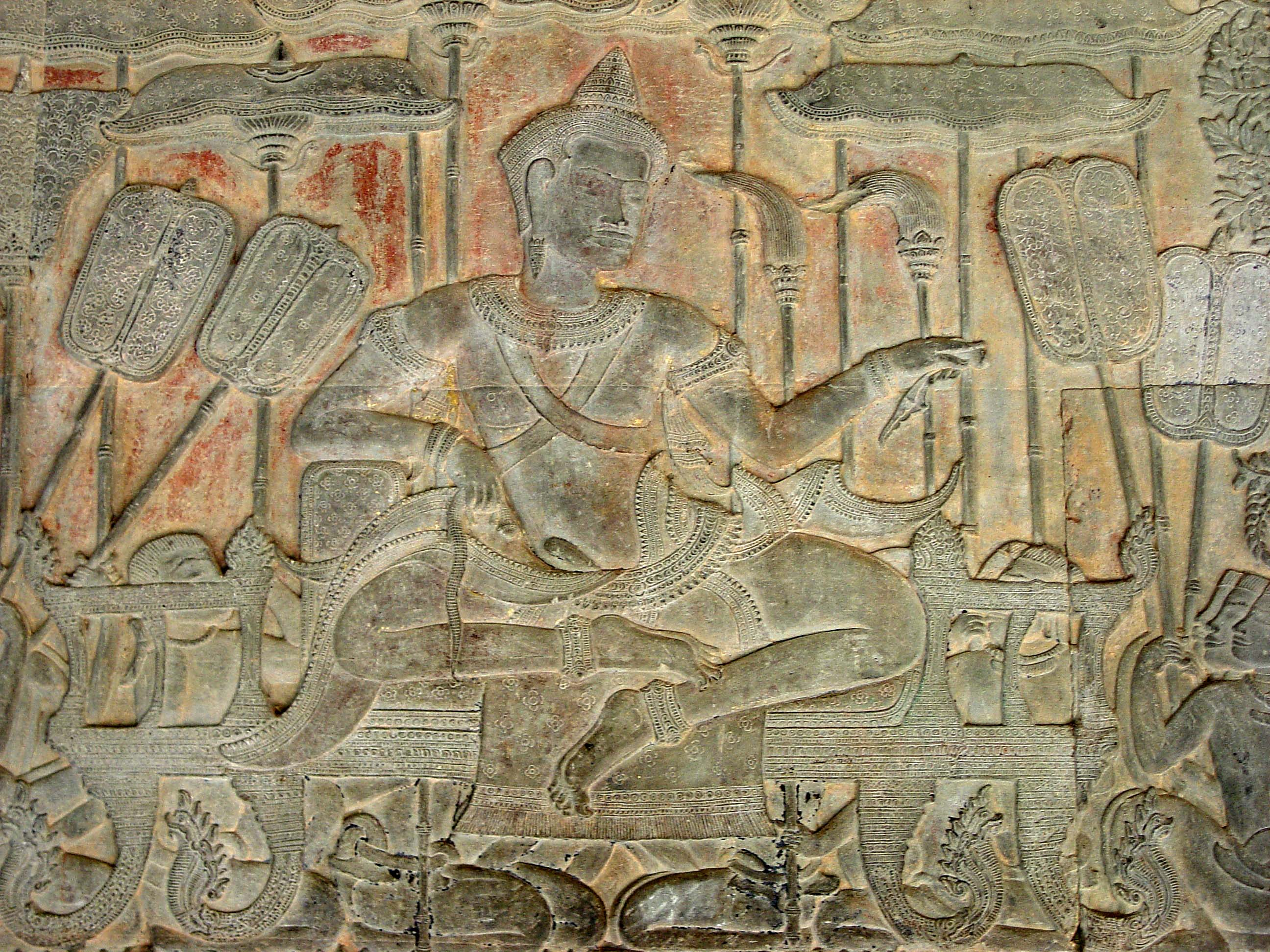
Suryavarman II trên một bức phù điêu ở Angkor Wat

Cuộc tấn công đầu tiên là vào năm 1128 khi vua Suryavarman II dẫn 20 vạn quân từ Savannakhet vào cướp bến Ba Đầu ở châu Nghệ An nhưng thất trận. Năm sau, Suryavarman tiếp tục giao tranh trên bộ, cử 700 tàu đi bắn phá các vùng ven biển Đại Việt. Chiến tranh leo thang vào năm 1132 khi Đế quốc Khmer và Champa cùng xâm lược Đại Việt, chiếm cứ Nghệ An một thời gian ngắn. Năm 1136, Đỗ Anh Vũ dẫn ba vạn quân vào lãnh thổ Khmer, khuất phục các bộ lạc trên Cao nguyên Xiêng Khoảng rồi thoái lui. Năm 1136, vua Jaya Indravarman III của Champa lập hòa bình với Đại Việt, dẫn đến chiến tranh Chăm – Khmer. Năm 1138, Lý Thần Tông qua đời ở tuổi 22 vì bạo bệnh, con trai mới hai tuổi là Lý Anh Tông lên kế vị. Suryavarman II chỉ huy thêm nhiều cuộc tấn công vào Đại Việt cho đến khi băng hà vào năm 1150.

## Kết quả
Sau thất bại trong việc chiếm các cảng biển ở miền nam Đại Việt, Suryavarman quay sang đánh chiếm Champa vào năm 1145 và cướp phá Vijaya, chấm dứt triều đại của Jaya Indravarman III và phá hủy các đền đài ở Mỹ Sơn. Bằng chứng khắc ghi cho thấy rằng Suryavarman II qua đời trong khoảng thời gian từ năm 1145 đến năm 1150, có thể trong một chiến dịch quân sự chống lại Champa. Dharanindravarman II kế vị, một người anh họ, con trai của anh trai mẹ vua. Một thời kỳ cai trị yếu kém và nội chiến bắt đầu.